# 军队后勤条例
军队后勤条例，是中共中央军委主席习近平于2020年12月23日签署的命令，于2021年1月1日起施行。

## 目标
《条例》坚持以习近平新时代中国特色社会主义思想为指导，深入贯彻习近平强军思想，深入贯彻新时代军事战略方针，按照“军委管总、战区主战、军种主建”的总原则，重塑军队后勤体系，理顺后勤保障关系，健全后勤工作制度，为进一步规范军队后勤工作、建设强大的现代化后勤提供重要遵循，为有效履行新时代军队使命任务提供有力保障。
——新华社北京

## 内容
该条例总有8章40条，分别为“总则、后勤保障体制、军事行动后勤保障、日常后勤保障、后勤战备与训练、后勤建设、后勤管理、附则”。